# 哈德利鎮區 (密蘇里州聖路易斯縣)
哈德利鎮區（英語：Hadley Township）是位於美國密蘇里州聖路易斯縣的一個行政鎮區。

## 地方資料
哈德利鎮區的面積為14.23平方千米，皆為陸地。根據2020年美國人口普查的數據，當地共有人口35667人，而人口密度為每平方千米2,506.47人。